# Août 1939 (guerre mondiale)
Chronologie de la Seconde Guerre mondiale
Juillet 1939 - Août 1939 - Septembre 1939
Cet article traite des événements militaires de la Seconde Guerre mondiale. Les autres événements du mois d'août 1939 sont traités dans l'article août 1939.
- 2 août : Joachim von Ribbentrop évoque avec le chargé d'affaires russe Alexeï Fiodorovitch Merekalov (ru) la possibilité de nouvelles relations entre l'Allemagne et la Russie[1], abordant notamment le sujet des intentions allemandes vis-à-vis de la Pologne[2].
- 5 août : départ en bateau d'une mission militaire franco-britannique à destination de Leningrad[3] pour négocier un accord avec l'Union soviétique en vue de lutter contre l'Allemagne.
- 11 août : arrivée de la mission militaire franco-britannique à Leningrad[4].
- 12 août : début des négociations entre le maréchal Varochilov, le général français Doumenc et l'amiral britannique Drax. La délégation franco-britannique n'a presque aucune latitude et peu de choses à proposer aux Soviétiques, les gouvernements britanniques et français restant très méfiant vis-à-vis de Staline.
- 14 août : Varochilov demande à la délégation franco-britannique la possibilité pour l'Armée rouge de transiter par la Pologne en cas de conflit. Il se heurta au refus du ministre des Affaires étrangères polonais Józef Beck, qui redoutait en cas d'accord une invasion allemande. En conséquence, les discussions sont ajournées jusqu'au 17 août, mais elles ne reprendront jamais[1].
- 21 août : Staline accepte le principe de négociations avec l'Allemagne[5].
- 22 août : Discours d'Adolf Hitler à Obersalzberg dans lequel il déclare vouloir la « destruction totale de la Pologne ».
- 23 août
  - Ordre de de mobilisation partielle en Pologne[6].
  - Ribbentrop atterrit à Moscou : signature du Pacte germano-soviétique, valable pour une durée de dix ans et garantissant la non-agression entre l'Allemagne et l'Union soviétique. Un protocole secret détermine les zones d'influence soviétique et allemande en Europe de l'Est et notamment le partage de la Pologne.
  - L'ambassadeur britannique en Allemagne Nevile Henderson arrive à Berchtesgaden au Kehlsteinhaus (« Nid d'aigle ») porteur d'une lettre de Chamberlain cherchant à éviter la guerre en Pologne.
  - Adolf Hitler éconduit l'ambassadeur et donne dans la nuit l'ordre à la Wehrmacht de se préparer à envahir la Pologne trois jours plus tard.
- 24 août : Traité d'alliance entre le Royaume-Uni et la Pologne.
- 25 août
  - Nouvelle rencontre entre Henderson et Hitler, qui refuse de retirer ses troupes de Tchécoslovaquie et de renoncer à son opération en Pologne.
  - Benito Mussolini conteste le pacte germano-soviétique et déclare à Hitler qu'il ne pourra entrer en guerre que si l'Allemagne lui fournit le matériel et les matières premières dont l'Italie a besoin[7].
  - Le cuirassé SMS Schleswig-Holstein mouille dans le port de Dantzig.
  - Hitler décide d'arrêter les préparatifs d'invasion de la Pologne, cherchant à négocier un compromis favorable suite à l'annonce du Traité d'alliance entre le Royaume-Uni et la Pologne.
- 26 août
  - Les commémorations du 25e anniversaire de la bataille de Tannenberg sont annulées[8].
  - Des troupes de la Wehrmacht sont massées en Prusse-Orientale.
- 28 août
  - Hitler ordonne à nouveau à ses généraux de se préparer à une invasion de la Pologne.
  - Attentat de la gare de Tarnów.
  - Ordre de mobilisation générale en Pologne.
- 29 août
  - Ultimatum allemand à la Pologne (en), dont l'expiration est fixée au lendemain à minuit.
  - L'ordre de mobilisation générale en Pologne est annulé, les ambassadeurs français et britannique ayant demandé au gouvernement polonais d'attendre le résultat d'éventuelles négociations avec Berlin[9].
- 30 août
  - Ribbentrop congédie froidement l'ambassadeur britannique qui cherchait à connaître les termes de l'ultimatum allemand.
  - Ordre de mobilisation générale effectif en Pologne[6].
- 31 août
  - Mobilisation de la flotte britannique.
  - Adolf Hitler signe l'ordre d'attaquer la Pologne pour le lendemain à 4 h 45.
  - Opération Himmler, simulacre d'attaque polonaise sur la tour hertzienne de Gliwice, près de la frontière polonaise, afin de fournir un prétexte à l'invasion de la Pologne. Des prisonniers du camp de concentration d'Oranienbourg-Sachsenhausen sont drogués puis déguisés en soldats polonais avant d'être abattus et déposés sur place par les SS en guise de preuve d'une attaque polonaise[10].